# The Fall (TV-serie)
The Fall är en irländsk-brittisk kriminaldramaserie från 2013. Serien är skapad av Allan Cubitt, regisserad av Jakob Verbruggen och har Gillian Anderson i huvudrollen. The Fall hade premiär i Irland på RTÉ One 12 maj 2013 och i Storbritannien på BBC Two 13 maj 2013. I november 2014 hade seriens andra säsong premiär. Säsong 3 sändes år 2016 och alla tre säsonger finns att se i Sverige på SVT Play.

## Översikt
| Säsong | Avsnitt |
| ------ | ------- |
| 1      | 01-05   |
| 2      | 06-11   |
| 3      | 12-17   |

## Handling
Serien skildrar polisen Stella Gibsons (Anderson) jakt på en kvinnomördare som härjar i Belfast i Nordirland. Serien börjar med att den erfarna polisveteranen Gibson tillfälligt omplaceras från Metropolitan poliskår till Nordirland för att leda och överse utredning av ett antal mord på framgångsrika kvinnor i Belfast.

## Mottagande
The Fall har fått både positivt och negativt mottagande [källa behövs] och rollfiguren Stella Gibson har hyllats som en feministisk ikon. Under framförallt första säsongen kritiserades serien för att porträttera sexualiserat våld mot kvinnor på ett för explicit sätt. Andra menar att serien är en feministisk serie där Andersons karaktär konfronterar en misogyn mördare och en mansdominerad poliskår. Anderson har själv sagt att hon uppskattar seriens feministiska teman och hur Gibson porträtteras.

## Rollista i urval
- Gillian Anderson – Stella Gibson
- Jamie Dornan – Paul Spector
- Laura Donnelly – Sarah Kay
- Bronagh Waugh – Sally-Ann Spector
- Ben Peel – James Olson
- Michael McElhatton – Rob Breedlove
- Niamh McGrady – Danielle Ferrington
- Frank McCusker – Garrett Brink
- Ian McElhinney – Morgan Monroe
- Stuart Graham – Matt Eastwood
- John Lynch – Jim Burns
- Archie Panjabi – Reed Smith
- Colin Morgan – Tom Anderson (från säsong 2)
- Sean McGinley – Peter Jensen (från säsong 2)
- Jonjo O'Neill – Tom Stagg (från säsong 2)